# قائمة اختراعات الإمبراطورية البيزنطية

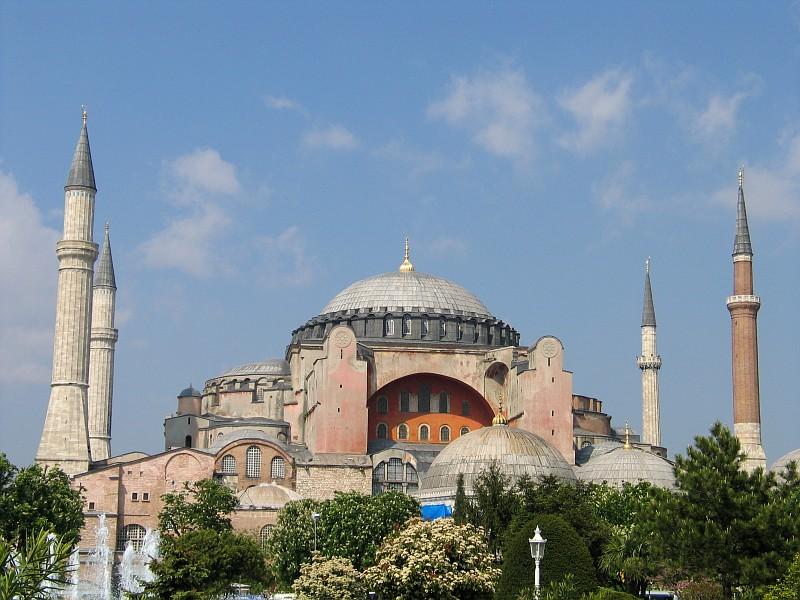
القبة المميزة للعمارة البيزنطية في آيا صوفيا، أول حنيات ركنية اللقبب في التاريخ، وقد شكل فيما بعد اسلوب عماري في الكنائس الشرقية الأرثوذكسية والعمارة الإسلامية على حد سواء.

قائمة باختراعات الإمبراطورية البيزنطية هي الأعمال والاختراعات التاريخية الحديثة التي تم إنشاؤها لوصف القرون الوسطى في الإمبراطورية الرومانية بعد سقوط النصف الغربي من الإمبراطورية الرومانية. وكانت خصائص الإبداعات البيزنطية تمثل بشكل رئيسي التقاليد الثقافية اليونانية والعقيدة المسيحية الشرقية.

## فن العمارة
- الصليب المقبّب: يُعد الصليب المقبّب الشكل المعماري السائد في الكنائس البيزنطية خلال العصور الوسطى. في إشارة إلى ابتعاد مقصود عن المخططات مستطيلة الشكل المستخدمة في البازيليكا، وُصفت الكنائس التي اعتمدت على الصليب المُقبب بأنها «نوع من الكنائس المثالية بطريقتها الخاصة». تُعد كنيسة ثيوتوكس في القسطنطينية (907/908) أقرب مثال موجود، ويمكن اقتفاء أثرها بقدر معقول من اليقين إلى الكنيسة الجديدة المكرّسة في عام 880/881.[2]
- القبة المعلقة: بشكل عام، يمكن وصف المثلث الكروي بحلّ إنشائي يسمح ببناء قبة دائرية فوق مخطط أرضية مستطيلة. يتجلى تطور الأشكال الأولية بالفعل في بناء القبب الرومانية، ويعود تاريخ أول قبة معلقة بالكامل إلى إعادة بناء آيا صوفيا في عام 563.[3] بقي التصميم الداخلي ذو القطر البالغ 31.24 متر، الذي ابتكره إيسيدور الأصغر ابن أخت المهندس المعماري إيسيدور ميليسيوس، إنجازًا غير مسبوق حتى عصر النهضة (انظر كاتدرائية فلورنسا). أصبحت آيا صوفيا نموذجًا لبناء الكنيسة الأرثوذكسية، وقد قلّدت المساجد التركية أسلوبها المعماري بعد ألف عام.
- جسر القوس المدبّب: ظهر جسر كاراماجارا باعتباره أول تجسيد لجسور الأقواس المدببة في القرن الخامس أو السادس الميلادي في كبادوكيا. امتد قوسه الوحيد البالغ طوله 17 مترًا عبر أحد روافد نهر الفرات. يمكن مشاهدة نقش يوناني مقتبس من الكتاب المقدس ممتدًا على أحد جوانب دعامته المقوسة. توجد هذه البنية العمرانية اليوم غارقةً في سدّ كيبان.[4]

## الاختراعات الحربية
- مقذاف الثقل الموازن: تذكر أقدم السجلات المكتوبة مقذاف الثقل الموازن، وهو مقذاف ذو تصميم أقوى وأكثر تعقيدًا من المقذاف المعتمد على قوة السحب، ويظهر في عمل نيكيتاس شونييتس، أحد مؤرخي القرن الثاني عشر. يصف نيكيتاس جهازًا حجريًا استخدمه الإمبراطور المستقبلي أندرونيكوس الأول كومنينوس في حصار زيفيمينوم في عام 1165. جُهّز المقذاف بمرفاع، وهو جهاز لا يحتاج إلى مقذاف معتمد على قوة السحب أو مقذاف هجين من أجل إطلاق القذائف. يفترض تشيفيدن استخدام نوع المدفعية الجديد هذا لأول مرة في حصار نيقية في عام 1097 عندما علم الصليبيون المحاصرون أن حليفهم الإمبراطور ألكسيوس الأول كومنينوس قد اخترع قطعًا جديدةً من المدفعية الثقيلة ابتعدت في تصميمها عن النمط التقليدي وتركت انطباعًا عميقًا لدى الجميع.[5]
- المقذاف اليدوي: تألف المقذاف اليدوي (تشيرومانغانا) من حبال مثبتة على عمود تستخدم آلية رافعة لإطلاق المقذوفات، وهو يُعتبر مقذافًا محمولًا يمكن استخدامه من قبل رجل واحد، وقد أيّد استخدامَه الإمبراطور نقفور الثاني في عام 965 تقريبًا لعرقلة تشكيلات العدو في الميدان المفتوح. ذُكر هذا السلاح أيضًا في مؤلّف بعنوان تاكتيكا للجنرال نيكيفوروس أورانوس (عام 1000 تقريبًا)، وأُدرج ضمن المجهول في تحمّل الحصار باعتباره شكلًا من أشكال المدفعية.[6]
- النار الإغريقية: لعب اختراع النار الإغريقية وتوظيفها دورًا حاسمًا في الدفاع عن الإمبراطورية ضد أوائل هجمات العرب المسلمين. أحضرها إلى القسطنطينية لاجئ من سوريا اسمه كالينيكوس، فجاء هذا السلاح الحارق في الوقت المناسب لإنقاذ العاصمة من حصارين إسلاميين في الفترتين 674-677 و717-718 كانا ليحملا الهلاك إلى الدولة البيزنطية.[7]
- كانت النار الإغريقية، التي أشار إليها المؤرخون البيزنطيون باسم «حريق البحر» أو «النار السائلة»، في المقام الأول سلاحًا بحريًا استُخدم في مواجهات السفن المباشرة ضد قوادس العدو. كان تركيبها الدقيق سرًا دفينًا من أسرار الدولة، لدرجة استمرار العلماء المعاصرين بمناقشة مكوناته لحد الآن، لكن تُعتبر الطريقة الأساسية لاستخدامه واضحةً إلى حدّ كبير، إذ تشير فعليًا إلى قاذف لهب: يُسخّن الخليط السائل في موقد ويُضغط بواسطة مضخة، ليقذفه المستخدم بعد ذلك عبر سيفون في أي اتجاه لإلحاق الضرر بالعدو. يمكن سكبه من الرافعات الدوارة أو إلقاؤه ضمن قنابل فخارية.[8]
- امتلكت النار الإغريقية سمعةً مرعبةً بين أعداء بيزنطة الكُثر الذين بدؤوا بالعمل على تركيب مواد قابلة للاحتراق -ربما مكونةً بشكل مختلف- خاصّة بهم. على أي حال، لم تكن النار الإغريقية سلاحًا عجيبًا، بل اعتمد استخدامها على ظروف ملائمة مثل هدوء البحر وقدوم الرياح من الخلف. إن زمان توقف استخدام النار الإغريقية غير المعروف. وفقًا لإحدى النظريات، فقد البيزنطيون السر الدفين بسبب التجزئة الكبيرة قبل وقت طويل من نهب القسطنطينية في عام 1204.[9]
- القنبلة اليدوية الحارقة: ظهرت القنابل اليدوية بعد فترة طويلة من عهد ليو الثالث (717–741)، حين علم الجنود البيزنطيون بإمكانية استخدام النار الإغريقية بطرق متنوعة، فقد أمكن إلقاؤها في الجرار الحجرية والسيراميكية. أمكن أيضًا إلقاء حاويات أكبر على العدو بواسطة المقاليع أو المقاذيف، إما مشتعلة قبل إطلاقها أو تشعلها نيران السهام المشتعلة بعد الاصطدام. استخدمت الجيوش الإسلامية هذه القنابل لاحقًا: عُثر في معظم أنحاء العالم الإسلامي على أوعية كروية مخروطية الشكل صنّفها العديد من المؤلفين على أنها مقذوفات قنابل يدوية، واكتُشفت ورشة عمل محتملة لإنتاج القنابل اليدوية يعود تاريخها إلى القرن الثالث عشر في مدينة حماة السورية.[10]
- قاذف اللهب: بالنسبة إلى قاذفات اللهب المحمولة على متن السفن، راجع النار الإغريقية أعلاه. استُخدمت سيفونات محمولة باليد في الحروب البرية.

## الحياة اليومية
- قانون جستنيان: شرع جستنيان الأول خلال عهده بإصلاحات حملت تأثيرًا واضحًا على تطور الفقه القانوني، إذ أصبح قانونه أساس الفقه القانوني في العالم الغربي.
- الأيقونة: الأيقونات هي صور لكائنات مقدسة، مثل يسوع ومريم والقديسين، رُسمت وفقًا لقواعد تقليدية معينة، ولعبت دورًا محوريًا في تبجيل الكنيسة الأرثوذكسية منذ أيامها الأولى. تمثلت أكثر الأصناف البيزنطية تميزًا بتجسيدات على الألواح الخشبية المحمولة التي رُسمت باستخدام التقنيات الهلنستية مثل التمبرا والألوان الشمعية. تشمل الأصناف الأخرى النقوش المعدنية (الثمينة) أو الألواح المزخرفة بأسلوب الفسيفساء والمزينة بالأحجار الكريمة، والذهب، والفضة، والعاج. واجه استخدام الأيقونات اعتراضًا عنيفًا خلال فترة حرب الأيقونات التي هيمنت على الكثير من السياسات الداخلية البيزنطية في القرنين الثامن والتاسع، ولكن استؤنف استخدام الأيقونات أخيرًا في فترة الفصل الأيقوني. تمكّن عدد قليل من الأيقونات المبكرة من النجاة، وتبرز أهم الأمثلة في مجموعة من دير سانت كاترين تعود إلى القرنين السادس والسابع.[11]
- مطحنة السفينة: يسجل المؤرخ بروكوبيوس إدخال بيليساريوس مطاحن السفن في أثناء حصار روما (537/538)، باعتبارها حلًا مؤقتًا مبدئيًا. بعد أن اعترض القوط الشرقيون إمدادات المياه ضمن قنوات المياه التي اعتمدت عليها المدينة لتشغيل طواحين الدقيق، أمر بيلاساريوس بتزويد قوارب الأنهار بمحركات تروس للطحن؛ رست هذه القوارب بين أرصفة الجسور حيث عمل التيار القوي على تشغيل النواعير المثبتة على القوارب. سرعان ما طبقت الطواحين المائية في العصور الوسطى هذا الاستخدام المبتكر، إذ وصل إلى باريس وإمبراطورية الفرنجة في غضون عقدين فقط.[12]
- نظرية الدفع: طرح النظريةَ جون فيلوبونوس، وهي سليفة مفاهيم القصور الذاتي، والزخم، والتسارع.
- المستشفى: ظهر مفهوم المستشفى بصفته مؤسسة لتقدم الرعاية الطبية وإمكانية شفاء المرضى تجسيدًا لمُثُل الإحسان المسيحية، بدلًا من كونه مجرد مكان للموت، كما كان الحال في الإمبراطورية البيزنطية.[13]
- فصل التوائم الملتصقة: حدث أول مثال معروف على فصل التوائم الملتصقة في الإمبراطورية البيزنطية في القرن العاشر. عاش زوج من التوائم الملتصقة في القسطنطينية لسنوات عديدة حتى وفاة أحدهما، ما دفع الجراحين في القسطنطينية إلى فصل جثة التوءم الميت. نجحت العملية بصورة جزئية إذ عاش التوءم الناجي مدة ثلاثة أيام قبل وفاته. تركت نجاة التوءم الثاني لبضعة أيام بعد فصله تأثيرًا كبيرًا، لدرجة إشارة المؤرخين إلى هذا الإنجاز مرةً أخرى بعد قرن ونصف من الزمن. سُجّلت الحالة التالية لفصل التوائم الملتصقة بعد 700 عام تقريبًا في ألمانيا، تحديدًا في عام 1689.[14][15]

## انظر ايضاً
- العلوم البيزنطية
- الفن البيزنطي
- تكنولوجيا اليونان القديمة

## وصلات خارجية
- Mlahanas: Byzantine Science and Technology